# (3290) Azabu
(3290) Azabu es un asteroide que forma parte del cinturón exterior de asteroides y fue descubierto por Ingrid van Houten-Groeneveld, Cornelis Johannes van Houten y Tom Gehrels desde el observatorio del Monte Palomar, Estados Unidos, el 19 de septiembre de 1973.

## Designación y nombre
Azabu recibió al principio la designación de 1973 SZ1.
Más tarde, en 1986, se nombró por Azabu, un área de la ciudad de Tokio en donde se encontraba el observatorio de la ciudad.

## Características orbitales
Azabu está situado a una distancia media de 3,961 ua del Sol, pudiendo alejarse hasta 4,463 ua y acercarse hasta 3,46 ua. Tiene una inclinación orbital de 2,77 grados y una excentricidad de 0,1266. Emplea 2880 días en completar una órbita alrededor del Sol.
Azabu pertenece al grupo asteroidal de Hilda.

## Características físicas
La magnitud absoluta de Azabu es 12,1 y el periodo de rotación de 12 horas.